# Luisa Ponchio
Luisa Ponchio (Verbania, 5 luglio 1961) è un'ex canoista italiana.

## Carriera
Nata a Verbania nel 1961, faceva parte della Polisportiva Verbano. A 18 anni, nel 1979, vinse tre medaglie ai Giochi del Mediterraneo di Spalato: un oro nel K-2 500 m (insieme ad Elisabetta Introini), un argento nel K-1 500 m ed un bronzo nel K-4 500 m (insieme ad Elisabetta Bassani, Elisabetta Introini e Isabella Molinari). L'anno successivo partecipò ai Giochi Olimpici di Mosca 1980 nella gara del K2 500 metri, insieme ad Elisabetta Introini. Le due arrivarono seste in batteria con il tempo di 1'58"35 e quinte in semifinale, in 1'55"29, non qualificandosi per la finale.

## Palmarès
- Giochi del Mediterraneo

Spalato 1979: oro nel K-2 500 m (insieme ad Elisabetta Introini), argento nel K-1 500 m, bronzo nel K-4 500 m (insieme ad Elisabetta Bassani, Elisabetta Introini ed Isabella Molinari).